# MERO ČR
MERO ČR, a.s. je česká společnost, vlastnící a provozující ropovody Družba a IKL na českém území. Je výhradním přepravcem ropy potrubními systémy do České republiky. Dále je majitelem a provozovatelem Centrálního tankoviště ropy Nelahozeves, kde jsou skladovány strategické nouzové zásoby ropy a pohonných hmot pro Českou republiku. Jediným akcionářem společnosti je Česká republika – Ministerstvo financí České republiky.

## Historie a působení
Společnost MERO ČR, a. s. (MEzinárodní ROpovody) vznikla 1. ledna 1994 sloučením podniků Petrotrans, a. s. (provozovatele ropovodu Družba na území ČR) a MERO IKL, a. s. (zastřešující výstavbu ropovodu IKL). Vlastníkem společnosti byl Fond národního majetku ČR. Po jeho zrušení přešlo vlastnictví na Ministerstvo financí České republiky. Dne 21. prosince 2012 se MERO ČR stala vlastníkem 5% podílu na ropovodu TAL, ze kterého je napojen ropovod IKL.
V letech 1994–1998 společnost MERO ČR vybudovala centrální tankoviště ropy u obce Nelahozeves, kde končí ropovody Družba a IKL. Toto tankoviště, rozšířené v 1. desetiletí 21. století, slouží pro skladování strategických nouzových zásob ropy a ropných produktů pro Českou republiku. MERO ČR je vlastníkem a provozovatelem tankoviště.
MERO ČR je 100% vlastníkem dceřiné společnosti MERO Germany AG, která je provozovatelem německé části ropovodu IKL a tankoviště ve Vohburg an der Donau.